# Tacnazo (Chile)
El "tacnazo" fue una sublevación militar que ocurrió en Chile el 21 de octubre de 1969, cuando un grupo de oficiales liderados por el General de Brigada Roberto Viaux, se acuarteló en el Regimiento de Artillería N°1 Tacna de Santiago para poder exigir mejoras salariales y profesionales para el Ejército de Chile.

## Orígenes
A mediados de la década de 1960 las fuerzas armadas presentaban diversos problemas: falta de dotación, falta de materiales y equipos, infraestructura y, sobre todo, problemas económicos en las remuneraciones de sus efectivos. Esta situación ya se había manifestado en el 1 de mayo de 1968, cuando los oficiales de la Academia de Guerra y Academia Politécnica Militar presentaron individualmente su renuncia por los escasos sueldos que recibían. Luego, durante las fiestas patrias de 1969, un batallón del Regimiento Yungay  debía rendir honores al paso de la comitiva oficial que participara en el Te Deum. Sin embargo, este batallón a cargo del mayor Arturo Marshall, retrasa su salida. El oficial es castigado con 10 días de arresto.
El Ministro de Defensa, Tulio Marambio, sostiene conversaciones con el ministro de Hacienda, a fin de obtener una solución al reajuste de sueldo solicitado por las fuerzas armadas.
Mientras tanto, el general de brigada Roberto Viaux, Comandante de la Primera División de Ejército ubicada en Antofagasta, comenzó a planificar un movimiento militar, que consistía en

...en acuartelar a la totalidad de las unidades de la Primera División que él dirigiría, desconocer el gobierno e impedir que los buques cargados de cobre, que tenían por destino los EEUU, zarparan del país. La ciudad de Santiago, en tanto, debía reaccionar apresuradamente y acuartelar el máximo de unidades a las afueras de la capital, con la finalidad de dejar sin reacción inmediata al gobierno. Los puntos elegidos para acuartelarse en Santiago eran Batuco y la Base Aérea El Bosque.”.
 General de brigada Roberto Viaux

Este plan fue detectado por el Comandante en Jefe Sergio Castillo Aránguiz, en una visita a la División de Viaux a mediados de 1969. Este hecho motivó que fuera llamado a Santiago por las autoridades civiles y militares. Viaux reunió y alertó a sus subalternos que "se estaba tramando algo en su contra".
Tras su llegada a Santiago el 2 de octubre de 1969, Viaux intentó por varios medios comunicarse con el presidente Eduardo Frei Montalva, todos frustrados por la negativa de este de recibir a algún general al momento de la Junta Calificadora de Oficiales (que evalúa los ascensos y retiros del Ejército). Viaux opta por enviarle una carta en donde detalla la realidad del Ejército y solicitaba el retiro del Alto Mando de la institución. La Junta Calificadora de Oficiales, dio de baja a tres generales: Manuel Pinochet, Florián Silva, además de Viaux, quien se negó a cursar su retiro.
Ante la situación, Viaux intentó adelantar su rebelión militar visitando La Serena, en donde buscó plegar sin éxito al Regimiento Arica, y Antofagasta, en donde informó su plan de no entregar el cargo. El 17 de octubre se tuvo conocimiento público que la guarnición de Antofagasta había efectuado movimientos de indisciplina por el alejamiento de su comandante, llegando al extremo de entregar una declaración pública, firmada por 70 oficiales y reproducido por El Mercurio. En la declaración se señalaba:

“Que exigimos como acto inmediato de desagravio y de justicia reponer en su puesto al Comandante de la Primera División del Ejército, general de brigada don Roberto Viaux Marambio”
.

La llegada a Antofagasta del general Galvarino Mandujano López, para tomar el cargo de la División, tranquilizó a la opinión pública.
Llamado a Santiago de inmediato, por el general Sergio Castillo, Viaux llegó a la capital el 20 de octubre, haciendo declaraciones en que persiste en “velar por el Ejército y por la situación de su personal” agregando “llegaré hasta donde sea posible”

## El Tacnazo
La mañana del 21 de octubre de 1969, el general Viaux se dirige al Regimiento de Artillería Tacna, tomando el mando de la Unidad Militar a las 8:00. Luego llegaron las tropas de la Escuela de Suboficiales, seguida del Batallón de Tanques, para apoyar su «movimiento gremial». El presidente Eduardo Frei Montalva envía un mensaje al Congreso Nacional clausurando el periodo extraordinario de sesiones, a fin de decretar el estado de sitio. Se estableció una cadena nacional de emisoras, y en ella Frei expresa:

“Estoy dispuesto a usar todos los instrumentos que están a mi alcance para imponer el respeto a la autoridad legítima, que es garantía de todos los ciudadanos, cualesquiera que sean, repito, sus tendencias e ideología”
Eduardo Frei Montalva

Según Viaux, él intentó hablar telefónicamente con el presidente Frei, para plantear los alcances del movimiento militar, pero fue imposible. En lugar de Frei, habló con el subsecretario del Interior y con Enrique Krauss (hermano del ayudante del Tacna) a quien pidió informar que el movimiento era enteramente político profesional.
Alrededor de las 11 horas llegó al Tacna el Batallón de Intendencia, la Academia Politécnica Militar y luego la Academia de Guerra del Ejército con sus tres cursos de alumnos y algunos profesores. Viaux mandó colocar altoparlantes para informar los comunicados con sus intenciones.
Los senadores Juan de Dios Carmona y Renán Fuentealba Moena fueron al Regimiento Tacna para informarse de las intenciones de Viaux, retirándose al Palacio de La Moneda para ir a hablar con el presidente. Como medida de fuerza, el gobierno cortó el suministro eléctrico, agua y telefonía, que fue suplido con elementos acopiados en el regimiento.
Durante la tarde, tomó las conversaciones el general Alfredo Mahn, comandante general de la Guarnición de Santiago. Con Viaux mantuvo reuniones, que según este, eran recados del presidente:
1. "Que si yo decía que no atacaba al Poder Ejecutivo debía entregar el Regimiento Tacna, sin condiciones”
2. "Que más de 300.000 personas se habían reunido en la Plaza Bulnes para exteriorizarle su apoyo”
3. "Que si procedía a continuar mi actitud, él le entregaría armas al pueblo para que defendiera su gobierno y lanzarlo en contra de las fuerzas Armadas[3]

Las conversaciones resultaron infructuosas, pero llegó el subsecretario de Salud, el médico militar Patricio Silva, quien venía con amplios poderes del presidente Frei para servir como mediador. Como primera medida, mostró la renuncia a su cargo del ministro de Defensa Nacional Tulio Marambio, asegurando la renuncia del Comandante en Jefe del Ejército Castillo y otros Generales, llegando a un acuerdo conocido como el «Acta del Tacna»:

En Santiago, a veintiún días del mes de Octubre de mil novecientos sesenta y nueve, se reunieron en la Comandancia del regimiento de Artillería Motorizada N°1 “Tacna”, el Dr. Sr. Patricio Silva Garín, Subsecretario de Salud y representante del Supremo Gobierno, y el Sr. General de Brigada Roberto Viaux Marambio, dejando constancia de los siguientes hechos:

1) La decisión del Sr. General Viaux de continuar acatando la autoridad de S.E. el Presidente de la República y de los Poderes legítimamente constituidos.

2) Que se ha tomado conocimiento de la renuncia del Sr. Ministro de Defensa Nacional.

3) Que el problema económico de las Fuerzas Armadas será resuelto en forma urgente por S.E. el Presidente de la República.

4) Se efectuará un proceso único a fin de comprobar si hubo intento de atentar contra la Institucionalidad del País, y establecer la responsabilidad de la circunstancia en la cual cayeron heridos civiles.

5) El Gobierno reconoce la actitud del Sr. General Viaux al facilitar la solución del problema existente y reafirma su confianza en los miembros del Ejército.

Para constancia firman:

Roberto Viaux Marambio, General de Brigada 

Patricio Silva Garín, Subsecretario de Salud

Luego de aceptar el acta, Viaux se reúne con los jefes y oficiales, dándoles a conocer el finiquito de arreglo. El general Mahn habló posteriormente y Viaux fue enviado detenido al Hospital Militar de Santiago.

## Repercusiones
El 24 de octubre el general Castillo Aránguiz presentó su renuncia a la Comandancia en Jefe del Ejército y se nombró en su reemplazo al general René Schneider. El 27 de octubre el fiscal militar Saavedra encargó reo al general Viaux y otros oficiales, basándose en el artículo 272 del Código de Justicia Militar:

“Los militares que, en número de cuatro o mas rehúsen obedecer a sus superiores, hagan reclamaciones o peticiones irrespetuosas o en tumulto, o se resistan a cumplir con sus deberes militares, serán castigados, como responsables de sedición o motín…”

Al salir en libertad provisional, Viaux recibió en su hogar felicitaciones y también una estatuilla con la frase “de los hermanos menores al hermano mayor” con la figura de un carabinero sobre él. Posteriormente, en un almuerzo en su honor, Viaux señaló:
“Tengo la convicción de que más pronto de lo que pueda pensarse, contra el Estado de Derecho que existe en Chile, volverá a surgir una vez más el Derecho de la Fuerza.”